# Nurminen Logistics
Pour les articles homonymes, voir Nurminen (homonymie).
Nurminen Logistics Oyj (jusqu'en 2008, John Nurminen Oy) est un groupe logistique basé à Helsinki en Finlande.

## Présentation
La société est cotée en bourse d'Helsinki depuis le 1er janvier 2008.
Son domaine d'activité couvre la Finlande, les pays baltes et la Russie.

## Actionnaires
Au 29 février 2020, les 10 plus grands actionnaires de Nurminen Logistics étaient:
| #  | Actionnaire                        | Actions    | %     |
| -- | ---------------------------------- | ---------- | ----- |
| 1  | Ilmarinen oy                       | 8 780 000  | 19,68 |
| 2  | Nurminen Juha Matti                | 5 681 497  | 12,74 |
| 3  | Suka Invest Oy                     | 5 169 588  | 11,59 |
| 4  | K. Hartwall Invest Oy Ab           | 3 837 838  | 8,60  |
| 5  | Avant Tecno Oy (fi)                | 3 446 392  | 7,73  |
| 6  | JN Uljas Oy                        | 3 049 388  | 6,84  |
| 7  | Ruscap Oy                          | 2 163 962  | 4,85  |
| 8  | Hisinger-Jägerskiöld Eva Constance | 1 279 279  | 2,87  |
| 9  | Nurminen Jukka Matias              | 1 055 625  | 2,37  |
| 10 | Tuuli Markku Juhani                | 953 850    | 2,14  |
|    | total                              | 35 417 419 | 79,40 |